# شیدوزیه اوگبنه
شیدوزیه اوگبنه (انگلیسی: Chiedozie Ogbene؛ زادهٔ ۱ مهٔ ۱۹۹۷) بازیکن فوتبال اهل جمهوری ایرلند است.
از باشگاه‌هایی که در آن بازی کرده‌است می‌توان به باشگاه فوتبال برنتفورد اشاره کرد.
وی همچنین در تیم ملی فوتبال جمهوری ایرلند بازی کرده‌است.